# William Sadler (họa sĩ)
William Sadler II (c.1782 — 1839) là một họa sĩ người Ireland. Ông là một họa sĩ phong cảnh được chú ý.

## Cuộc sống cá nhân
William Sadler II là con trai của họa sĩ vẽ chân dung và thợ khắc William Sadler. Hai người con trai của ông đã trở thành họa sĩ, người lớn nhất là William Sadler III. (Các số sau mỗi tên chỉ được sử dụng để phân biệt tên này với tên khác).
Sadler sống ở một số địa chỉ khác nhau trước khi định cư tại Tòa nhà của Manders, Ranelagh, nơi ông qua đời vào tháng 12 năm 1839.

## Nghề nghiệp
Sadler, người lớn lên ở Dublin, đã trưng bày những bức tranh của mình từ năm 1809 đến 1821 trong thành phố. Năm 1828 và 1833, ông trưng bày tại Học viện Hoàng gia Hibernian. Sadler cũng dạy vẽ và một trong những học trò của ông là James Arthur O'Connor.
Sadler bị ảnh hưởng rất nhiều bởi bức tranh thể loại Hà Lan.

## Tiểu sử
Sinh ra vào khoảng năm 1782 tại Dublin trong gia đình của một họa sĩ và thợ khắc chân dung - William Sadler, có hai con trai trở thành nghệ sĩ, tên của chúng lặp lại tên của người cha và chúng được biết đến với cái tên William Sadler II và William Sadler III.
William sống và làm việc ở nhiều nơi ở Ireland cho đến khi anh ta định cư ở thành phố Renela, nơi anh ở lại cho đến cuối đời.
Ông làm việc hiệu quả ở Dublin, được trưng bày ở đây từ năm 1810 đến 1820. Năm 1828 và 1833, ông trưng bày tại Học viện Hoàng gia Hibernian ở Ireland. Tác giả của một số tác phẩm chiến đấu. Trong một thời gian, Sadler dạy vẽ tranh ở Dublin, một trong những học sinh của anh là James Arthur O'Connor.
Ông mất năm 1839 tại thành phố Renela, nay là quận Dublin.

## Danh sách tranh
- A View of the Salmon Leap, Leixlip, c. 1810 – Oil on panel; Phòng trưng bày Quốc gia Ireland
- Donnybrook Fair, c. 1839 – Oil on panel; Collection of Brian P. Burns.